# Rosenthaler Straße (Berlin)
Die Rosenthaler Straße im Berliner Ortsteil Mitte des gleichnamigen Bezirks liegt in der historischen Spandauer Vorstadt. Vom Hackeschen Markt aus verläuft sie bogenförmig Richtung Norden bis zur Kreuzung mit der Torstraße am Rosenthaler Platz, wo sie in die Brunnenstraße übergeht.
An der 510 Meter langen Straße befinden sich zahlreiche denkmalgeschützte Gebäude. Unter dem nördlichen Teil verläuft die Linie U8 der Berliner U-Bahn zum U-Bahnhof Rosenthaler Platz.

## Verlauf
Der Verlauf aus Rosenthaler Straße/Brunnen- und Badstraße bildet eine der radialen Ausfallstraßen der historischen Mitte Berlins, die zum Teil bereits im Hobrecht-Plan des 19. Jahrhunderts verzeichnet sind.
Dazu gehören – mit Beginn aus dem Zentrum heraus von Nordwest bis Südost – im Uhrzeigersinn:
- Hackescher Markt – Oranienburger Straße – Friedrichstraße/Oranienburger Tor – Chausseestraße – Müllerstraße
- Hackescher Markt – Rosenthaler Straße – Rosenthaler Platz – Brunnenstraße – Badstraße
- Alexanderplatz – Rosa-Luxemburg-Straße – Rosa-Luxemburg-Platz – Schönhauser Allee – Berliner Straße
- Alexanderplatz/Alexanderstraße – Karl-Liebknecht-Straße – Prenzlauer Tor – Prenzlauer Allee – Prenzlauer Promenade
- Molkenmarkt – Grunerstraße/Alexanderstraße – Otto-Braun-Straße – Greifswalder Straße – Berliner Allee
- Prenzlauer Tor – Mollstraße – Platz der Vereinten Nationen – Landsberger Allee
- Alexanderplatz – Karl-Marx-Allee – Strausberger Platz – Karl-Marx-Allee/Frankfurter Tor – Frankfurter Allee
- Spandauer Straße/Molkenmarkt – Stralauer Straße – Holzmarktstraße – Stralauer Platz – Mühlenstraße – Stralauer Allee

sowie Richtung Westen über die Spree:
- Molkenmarkt – Mühlendamm/-brücke – Gertraudenstraße/Gertraudenbrücke – Spittelmarkt – Leipziger Straße
- Alexanderplatz – Karl-Liebknecht-Straße – Liebknechtbrücke – Schloßplatz – Schloßbrücke – Unter den Linden

## Geschichte

### Entstehung der Straße

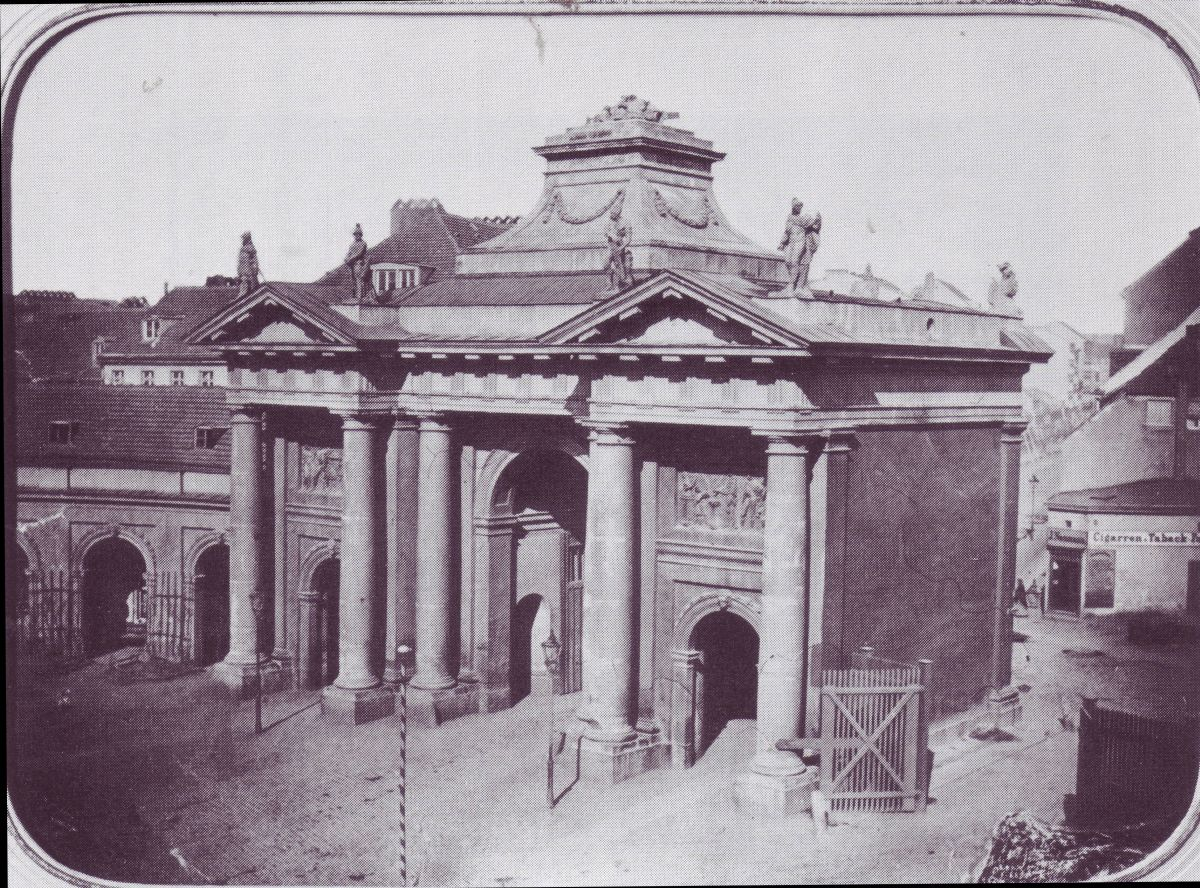
Rosenthaler Tor, um 1860

Die Rosenthaler Straße war bereits im Mittelalter als Verbindungsweg von Alt-Berlin nach dem Dorf Rosenthal vorhanden. 1658 wurde ein Teil des Weges in die Spandauer Vorstadt innerhalb der Berliner Stadtmauer einbezogen und deren nördliches Ende mit dem Rosenthaler Tor abgeschlossen. Auf einem Stadtplan von 1723 ist sie schon als Rosenthaler Straße angegeben. 1750 erfolgte auf Weisung von Friedrich II. die Ausdehnung der Berliner Zollmauer (Akzisemauer) im Norden bis auf die Linie der heutigen Torstraße, die Festungsanlage wurde dagegen unter Leitung von Hans Christoph Friedrich von Hacke 1751 eingeebnet. Die Rosenthaler Straße führte nun vom neu entstandenen Hackeschen Markt bis zum Rosenthaler Tor. Das Tor erhielt nach den Flächenerweiterungen einen neuen Standort etwa an der heutigen Kreuzung mit der Torstraße. Nach Plänen von Georg Christian Unger entstand 1788 ein neuer repräsentativer Massivbau. Als die Akzisemauer um 1867 vollständig beseitigt wurde, fiel das Tor dem Abriss ebenfalls zum Opfer. An den Rändern der mittlerweile befestigten Fahrstraße entstanden über mehrere Jahrzehnte mehrgeschossige Wohnhäuser mit kleinen Läden und Gastwirtschaften im Erdgeschoss. Eine dreieckige Grünanlage zwischen Rosenthaler Straße, Gormannstraße und Steinstraße befindet sich etwa in der Mitte der Rosenthaler und trennt diese dadurch in einen kürzeren nördlichen und einen längeren südlichen Bereich.

### Bebauung im 19. und 20. Jahrhundert

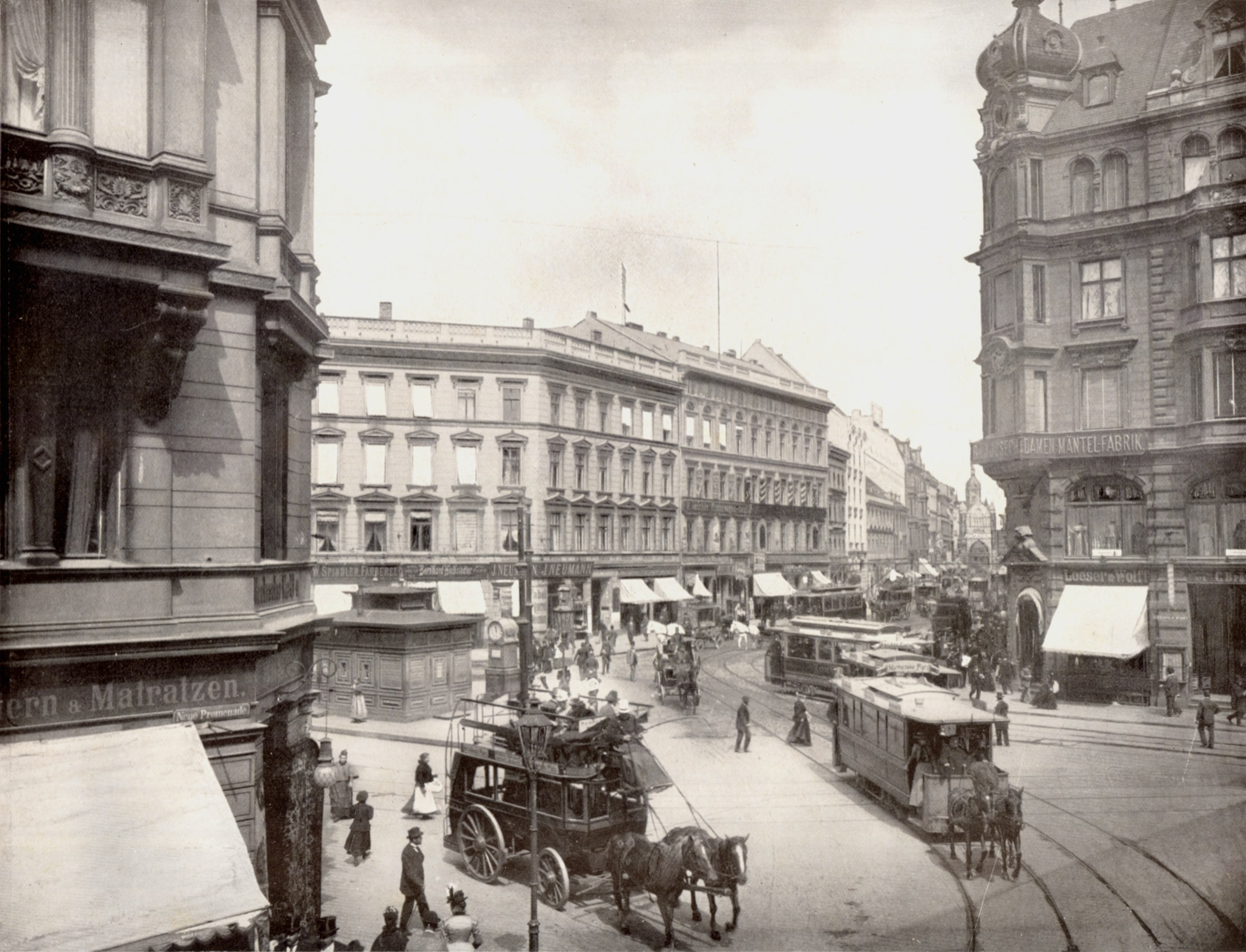
Blick in die Rosenthaler Straße vom Hackeschen Markt aus, 1900

Vor allem im 19. Jahrhundert wurden von städtischen Wohnungsbaugesellschaften oder von Privatpersonen zahlreiche Miethäuser im gesamten Verlauf der Straße gebaut. Viele kleine Handelseinrichtungen belebten bald dieses neue Wohnviertel. 1858 erwarb der Glasfabrikant Hans Quilitz das Grundstück Rosenthaler Straße 40. An der Kreuzung mit der Sophienstraße eröffnete um 1870 die aus Stralsund stammende Kaufmannsfamilie Wertheim das erste Berliner Spezialgeschäft für Manufaktur- und Modewaren. Wegen der guten Ertragslage – auch an den anderen Verkaufsstandorten – ließen die Wertheims daraufhin an dieser Stelle bald ein mehrstöckiges Warenhaus nach Plänen der Architekten Alfred Messel und Walter Schilbach unter Mitwirkung der Bildhauer Johannes Schilling und Ernst Westphal errichten. Einige Wohnhäuser wurden am Ende des Zweiten Weltkriegs beim Kampf um Berlin schwer beschädigt. Bei der Enttrümmerung ab 1945 trugen die Trümmerfrauen die Ruinen ab, die meisten Wohnhäuser konnten jedoch repariert werden.

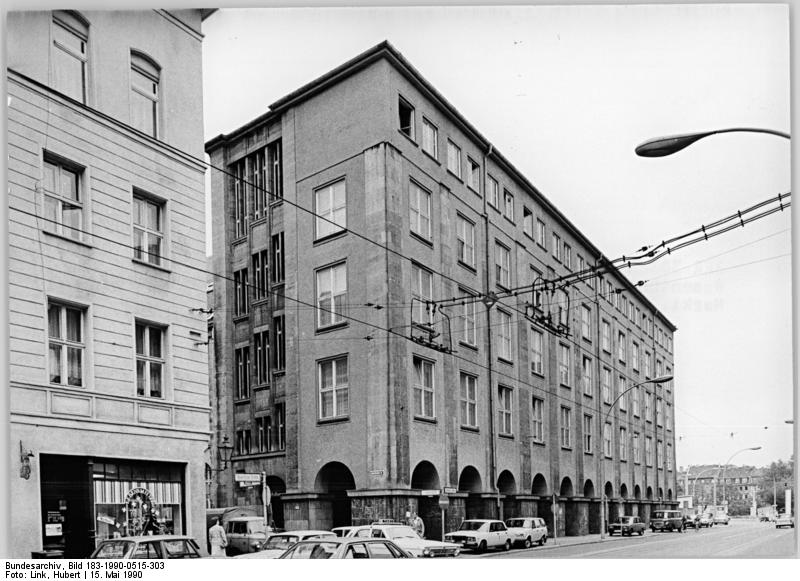
Das ehemalige Warenhaus Wertheim in der Rosenthaler Straße wurde bis 1990 von der Dewag genutzt

Vom Wertheim-Kaufhaus blieb nur der Seitenflügel an der Sophienstraße im Originalzustand erhalten, die Hauptfassade in der Rosenthaler Straße wurde 1954 in stark vereinfachten Formen wiederaufgebaut. Genutzt wurde der Komplex zu DDR-Zeiten von der Dewag. In den 1970er und 1980er Jahren kamen im nördlichen Bereich der Rosenthaler Straße baulich angepasste Neubauten in die vorhandenen Baulücken. Kurz hinter der Straßenkreuzung mit der Gips-/Weinmeisterstraße zweigt die Kleine Rosenthaler Straße ab, die ursprünglich Totengasse nach dem Garnisonfriedhof hieß.
Außer den Wohngebäuden in neobarockem oder Jugendstil ist im südlichen Teil der Straße die als „Rote Apotheke“ bekannte Einrichtung an der Ecke Neue Schönhauser Straße bemerkenswert. Ihre Inneneinrichtung mit Wandtäfelung und Deckengemälden sowie die Original-Offizin-Einbauten stammen aus der bereits 1758 errichteten und damit ältesten Apotheke Berlins an dieser Stelle. Die Apotheke wurde in ein 1886/1887 erbautes fünfgeschossiges Wohnhaus integriert. Das Eckhaus erfuhr 1929 eine Umgestaltung mit abgerundeten Ecken und der Zusammenfassung der Fenster zu horizontalen Bändern.

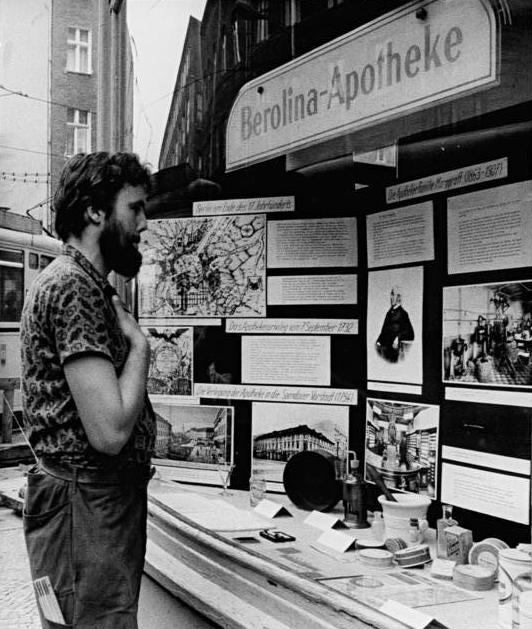
Das Schaufenster der Berolina-Apotheke in der Rosenthaler Straße, 1982

In der DDR hieß diese medizinische Versorgungseinrichtung seit 1954 Berolina-Apotheke, die Erstausstattung wurde weiter benutzt und war eine Sehenswürdigkeit. Bereits 1960 erhielt die Einrichtung deshalb den Status denkmalgeschützt.
Ganz in der Nähe befindet sich der Gebäudekomplex Hackesche Höfe, der von 1905 bis 1907 nach Plänen des Architekten und Bauunternehmers Kurt Berndt als komplexe Anlage für Gewerbe- und Wohnzwecke gebaut worden war. Die Fassade zur Rosenthaler Straße hin wurde bereits mehrfach verändert.

### Entwicklung der Straße nach 1989
Mit den politischen und gesellschaftlichen Veränderungen in der DDR in den Jahren 1989/1990 siedelten sich Künstler in den frei gewordenen Gewerberäumen oder auf den Höfen der Wohngebäude an und gründeten Clubs, wie den Eimer oder kulturelle Einrichtungen wie das Haus Schwarzenberg. Letzteres wird seit 2001 von einem gemeinnützigen Verein betrieben mit einigen kulturellen Einrichtungen wie dem Kino Central, einem Klub, dem Museum Blindenwerkstatt Otto Weidt aber vor allem mit dem Anne Frank Zentrum. Die Kulturszene in diesem Straßenabschnitt ist ständig im Wandel, so gibt es heute anstelle des Eimer den Bucket Club. Außerdem laden das Delicious Doughnuts oder der Jazzclub b-flat Freunde elektronischer Musik oder des Jazz zum Besuch. Besonders im nördlichen Bereich der Rosenthaler Straße haben inzwischen Mode- und Designläden Einzug gehalten. Besonders bedeutend für die Entwicklung der Straße war das neugebaute Büro- und Geschäftshaus (Hausnummern 63/64). Trendsetter sind hier der Wohnausstatter moove und das Papyrus, ein Spezialgeschäft für Druckmedien.
Vor dem Gebäudekomplex des früheren Warenhauses Wertheim (Hausnummern 37–41) errichtete das Internet-Dienstleistungsunternehmen SAP zwischen 1996 und 2003 einen modernen Neubau (Hausnummer 30) als Berliner Filiale.
Das Warenhaus kam nach 1990 in den Besitz der Bundesrepublik, es stand einige Jahre leer. Mit dem Umzug der Bundesregierung (Berlin/Bonn-Gesetz) von Bonn nach Berlin wurde dann auch die Umsiedlung der Hauptverwaltung der Bundes-AOK an die Spree geplant. Nach dem Entwurf der Berliner Architekten Schuwirth & Erman und unter Leitung der Assmann Beraten+Planen GmbH erfolgten umfangreiche Restaurierungs- und Umbauarbeiten. Historische Strukturen des Gebäudes, insbesondere die Natursteinfassade und die Säulenkonstruktion, blieben erhalten. Mit dem Richtfest am 30. November 2007 war die Arbeit beendet und am 1. Januar 2009 konnte die Hauptverwaltung ihren neuen Dienstsitz in Berlin eröffnen.

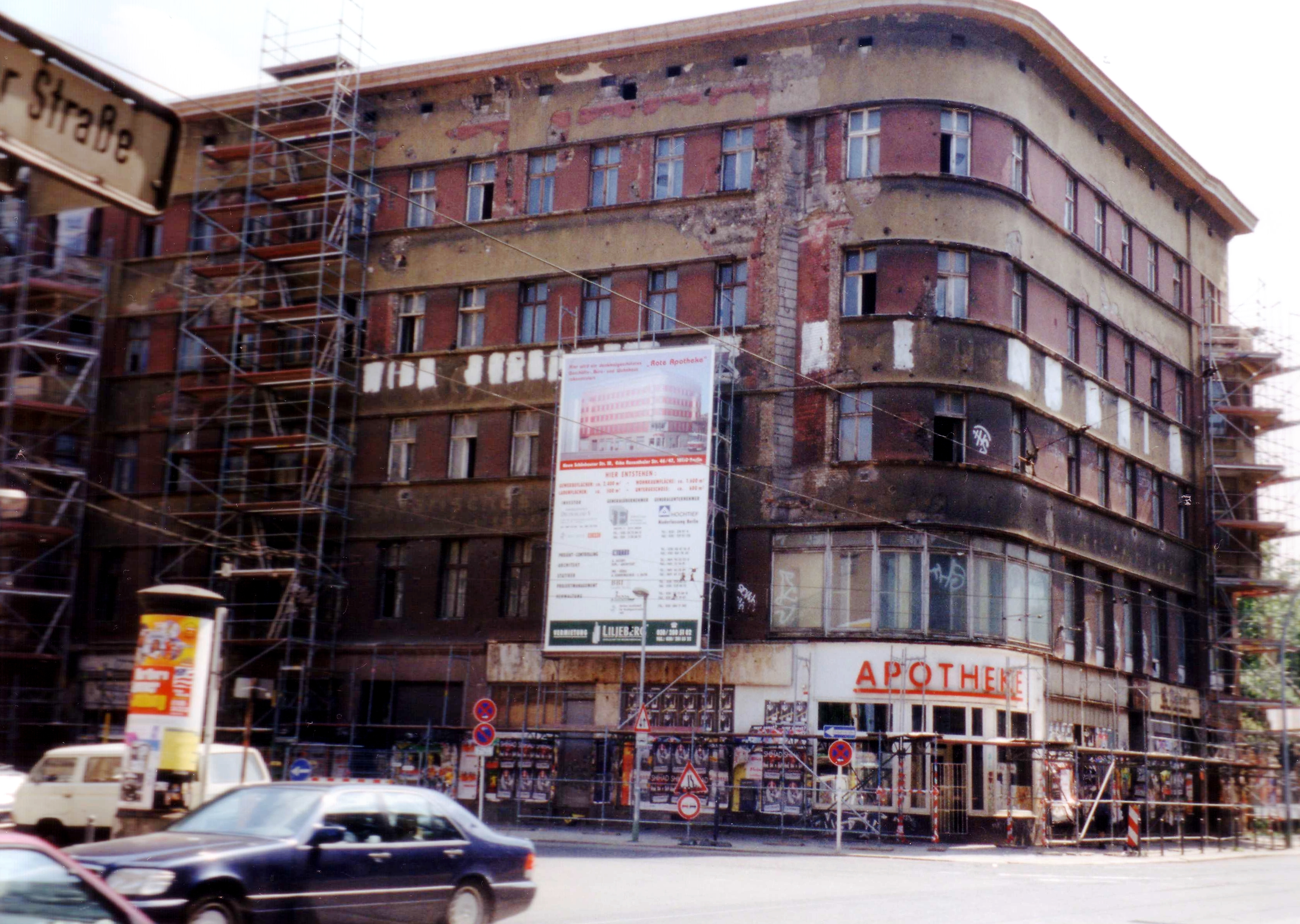
Rekonstruktion der ehemaligen Roten Apotheke, um 1995

Die historische Apotheke wurde 1991 reprivatisiert, danach erfolgen mehrfache Betreiberwechsel. Das ganze Gebäude wurde Ende der 1990er Jahre saniert, wobei das Pharmaziegeschäft unter dem Namen BerlinApotheke erhalten blieb.
Die Hackeschen Höfe wurden aufwendig saniert, die im Inneren befindlichen Durchgänge geöffnet. Zahlreiche Kleinkunsteinrichtungen, Spezialitätengeschäfte und Restaurants in den Gebäudeteilen sind inzwischen ein Touristenmagnet geworden.

## Weitere Baudenkmale

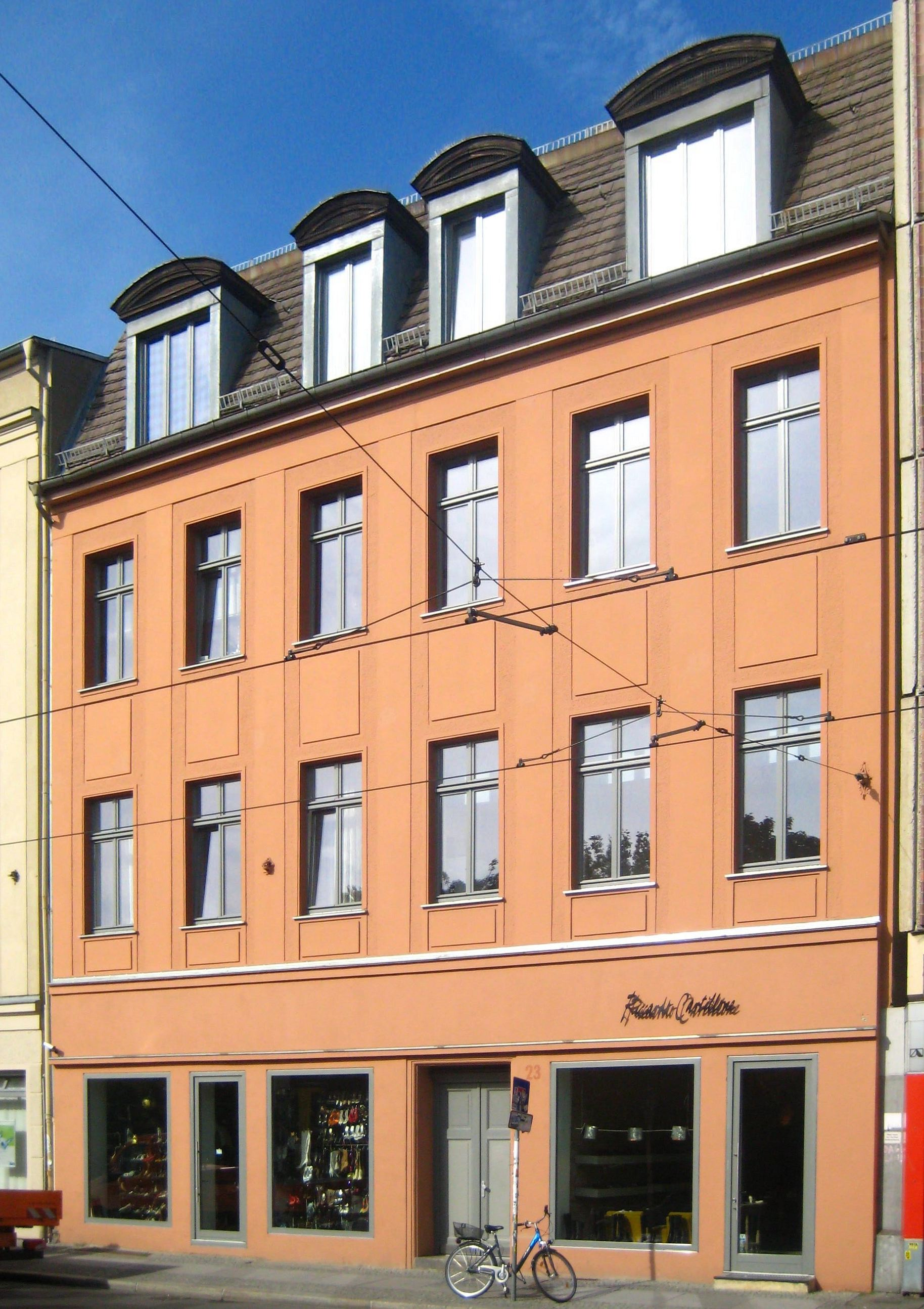
Wohnhaus Rosenthaler Straße 23

Bekannte Architekten wie Louis Fränkel, Adolf Sommerfeld oder Carl Schwatlo konnten im 19. Jahrhundert ihre Baupläne in dieser Straße verwirklichen. Alle erhaltenen Mietshäuser, Bürgerhäuser oder Geschäftshäuser sind inzwischen saniert und stehen in der Berliner Denkmalliste. Hier ist eine nach Hausnummern geordnete Übersicht. Die Nummerierung beginnt auf der Westseite am Rosenthaler Platz mit Nummer 1, läuft bis zum Hackeschen Markt (Nummern 40/41) und zählt von dort auf der Ostseite wieder nordwärts bis zur Nummer 72a.
Rosenthaler Straße
- Rosenthaler Straße 1 / Torstraße 122: Mietshaus von 1875. Hier befand sich zur DDR-Zeiten im Erdgeschoss an der abgeschrägten Ecke ein Spezialmodegeschäft für Mollige.
- Rosenthaler Straße 2 / Linienstraße 75: Mietshaus von 1866
- Rosenthaler Straße 9 / Auguststraße 41: Wohn- und Geschäftshaus von 1892
- Rosenthaler Straße 13, Geschäftshaus, 1912 von Louis Fränkel und Adolf Sommerfeld
- Rosenthaler Straße 23: Mietshaus von 1878
- Rosenthaler Straße 24 / Gipsstraße 18a: Mietshaus um 1880
- Rosenthaler Straße 32 / Sophienstraße: Mietshaus von 1846
- Rosenthaler Straße 33: Mietshaus von 1866
- Rosenthaler Straße 34/35: Mietshaus mit Treppenhaus und Gewerbebau von 1886
- Rosenthaler Straße 36, Bürgerhaus, Treppenanlage von 1781, Aufstockung um 1910
- Rosenthaler Straße 37, Bürgerhaus, Treppenanlage von 1787
- Rosenthaler Straße 38, Wohn- und Geschäftshaus um 1905; Hofgebäude, Vereinshaus junger Kaufleute von Berlin von 1867 von Carl Schwatlo – ehemaliger Sitz der KPD und des KJVD
- Rosenthaler Straße 39, Mietshaus und Gewerbebauten, Vorderhaus 1864, Seitenflügel 1831, Gewerbehof 1907, Stätte des Widerstandes gegen das NS-Regime – Anne Frank Zentrum

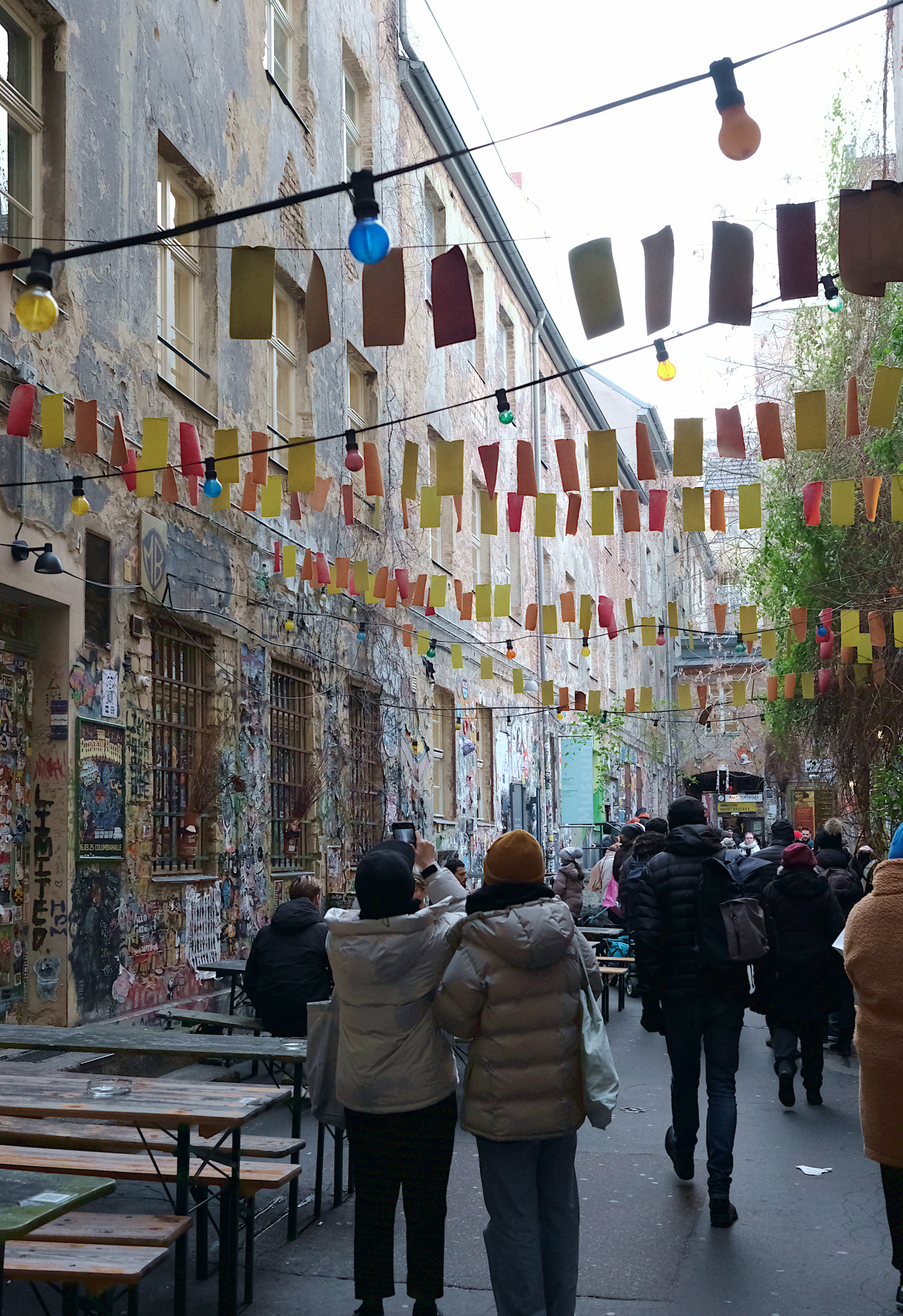
Rosenthaler Straße 39
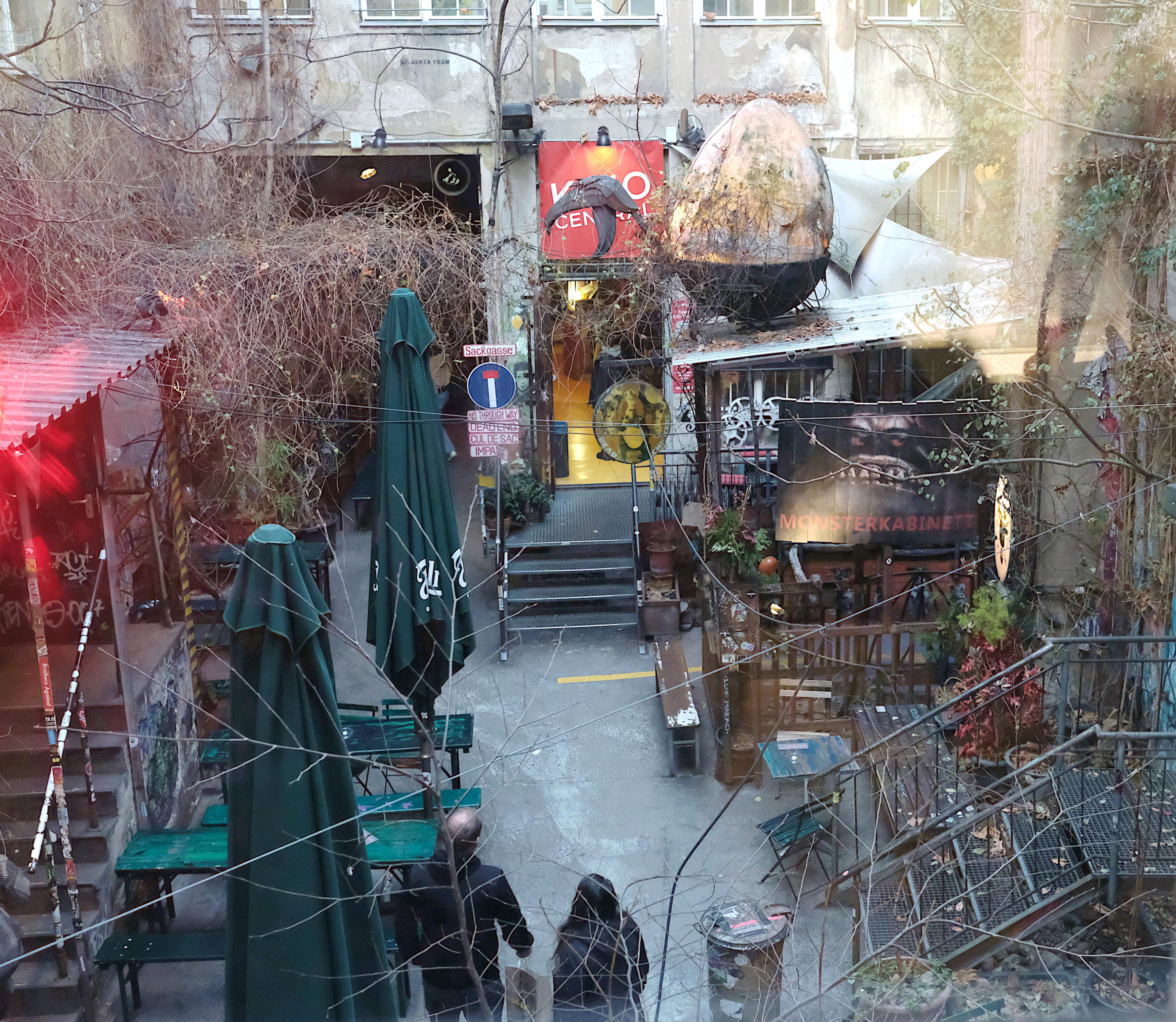
Rosenthaler Straße 39
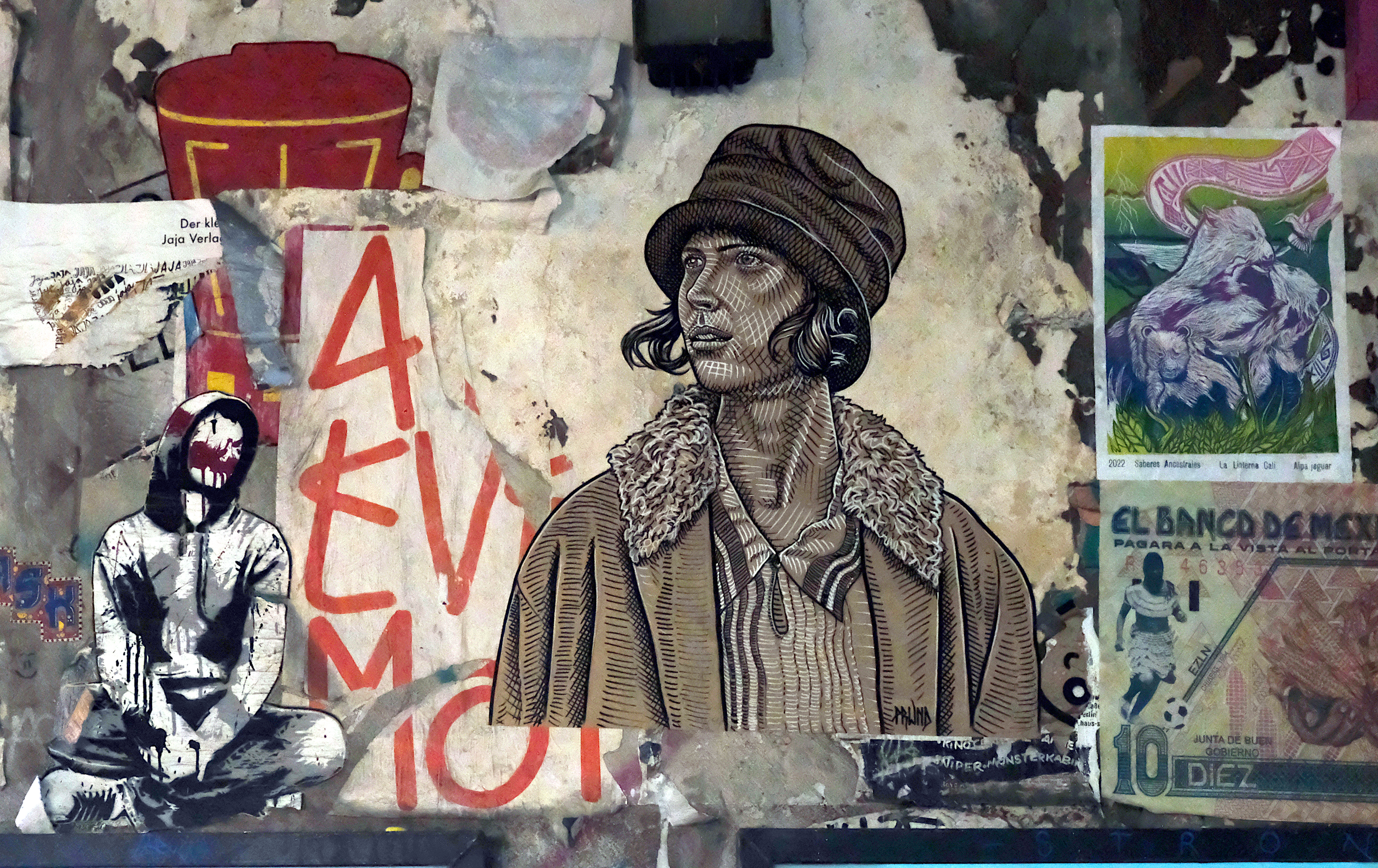
Street Art

- Rosenthaler Straße 49: Mietshaus von 1886
- Rosenthaler Straße 50: Mietshaus von 1873
- Rosenthaler Straße 52: Wohn- und Geschäftshaus, um 1890[9]
- Rosenthaler Straße 61: Mietshaus von 1875
- Mulackstraße 21 / Rosenthaler Straße 62: Mietshaus von 1883
- Rosenthaler Straße 66: Mietshaus um 1865
- Rosenthaler Straße 68: Mietshaus um 1870
- Rosenthaler Straße 72: Wohn- und Geschäftshaus um 1890
- Rosenthaler Straße 51, Wohn- und Geschäftshaus, 1877
- Rosenthaler Straße 72a, Wohn- und Geschäftshaus (ehemals: Aschingers Bierquelle), um 1890. Die Räumlichkeiten im Erdgeschoss und in der ersten Etage beherbergen weiterhin gastronomische Einrichtungen.

Kleine Rosenthaler Straße

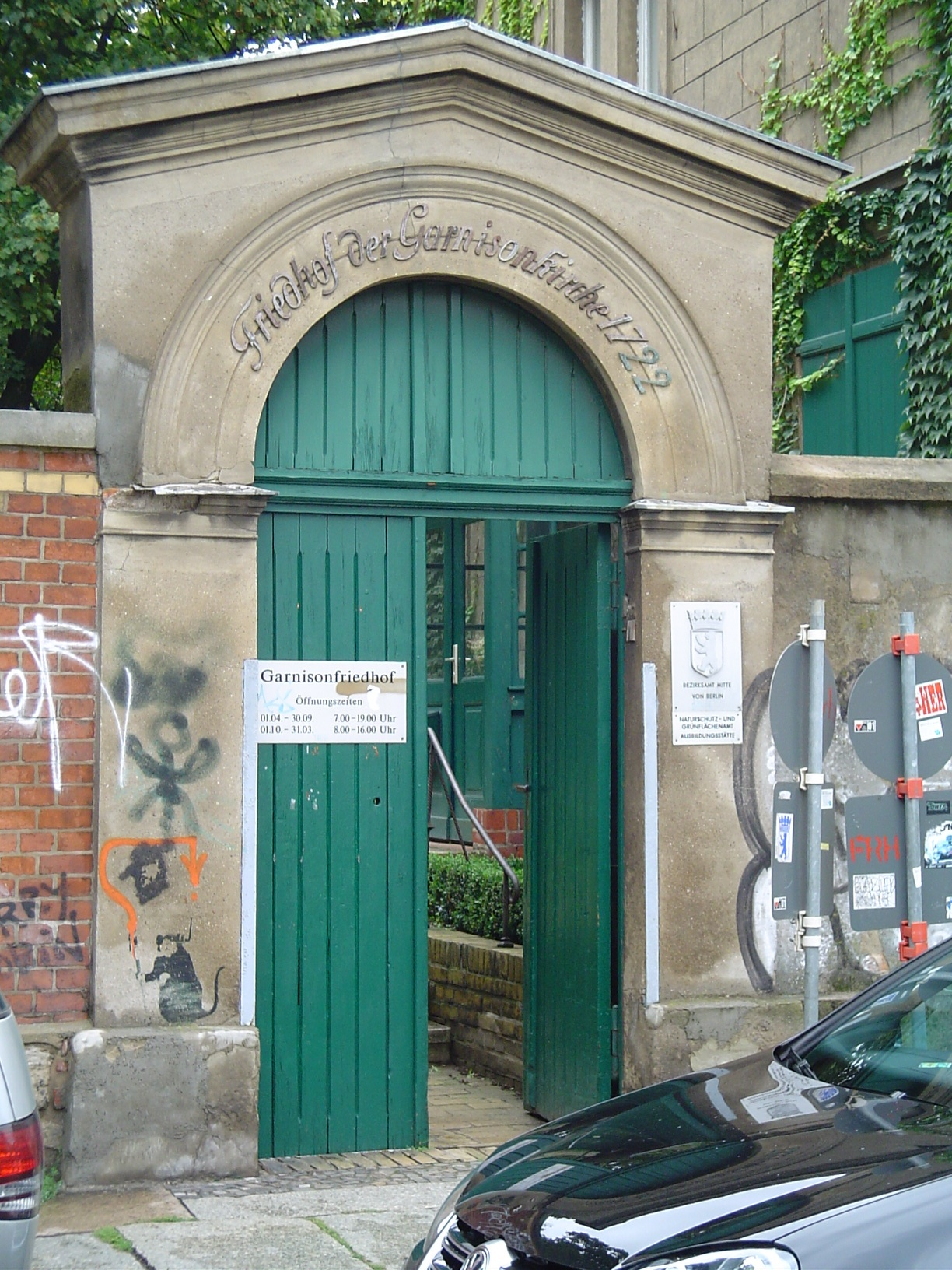
Eingang zum Alten Garnisonfriedhof in der Kleinen Rosenthaler Straße

- Mulackstraße 20 / Kleine Rosenthaler Straße 1: Mietshaus von 1879
- Kleine Rosenthaler Straße 2/3: Wärterhaus des Garnisonfriedhofs, um 1850
- Linienstraße 206 / Kleine Rosenthaler Straße 8: Mietshaus von 1826
- Kleine Rosenthaler Straße 11: Mietshaus von 1865

## Verkehrsprobleme in der Rosenthaler Straße
Durch die Rosenthaler Straße fährt auf ihrer ganzen Länge die Straßenbahn-Linie M1, im Norden hat sie Anschluss zur Linie M8, im Süden zu den Linien M4, M5 und M6. Darüber hinaus kam eine weitere Straßenbahn-Linie aus der Neuen Schönhauser Straße hinzu. Da der Bereich Neue- und Alte Schönhauser Straße von der Tram nicht mehr im regulären Linienverkehr befahren wird, hat sich die Verkehrslage am Hackeschen Markt etwas entspannt. Der Autoverkehr erfolgt in beiden Richtungen zweispurig, wobei die mittlere Spur auf der Führung der Straßenbahn erfolgt. Damit sind Stauprobleme unvermeidbar. Alle Fahrzeuge müssen das Nadelöhr vor dem Hackeschen Markt passieren. Wegen der stetig steigenden Besucherzahlen der Hackeschen Höfe und der übrigen Kulturinstitutionen in der Rosenthaler Straße gibt es seit 2002 Bemühungen zur Einrichtung einer verkehrsberuhigten Zone in diesem Bereich. Zunächst wurde ein Durchfahrtsverbot für Kraftfahrzeuge getestet, das nicht erfolgreich war. Mittlerweile ist auch die Einrichtung einer reinen Fußgängerzone im Gespräch. Allerdings wurde bis Ende 2009 keine befriedigende Lösung erreicht.